# East Shore
East Shore és una concentració de població designada pel cens dels Estats Units a l'estat de Califòrnia. Segons el cens del 2000 tenia 177 habitants.

## Demografia
Segons el cens del 2000, East Shore tenia 177 habitants, 87 habitatges, i 62 famílies. La densitat de població era de 66,3 habitants/km².
Dels 87 habitatges en un 11,5% hi vivien nens de menys de 18 anys, en un 69% hi vivien parelles casades, en un 1,1% dones solteres, i en un 27,6% no eren unitats familiars. En el 20,7% dels habitatges hi vivien persones soles el 8% de les quals corresponia a persones de 65 anys o més que vivien soles. El nombre mitjà de persones vivint en cada habitatge era de 2,03 i el nombre mitjà de persones que vivien en cada família era de 2,29.
Per edats la població es repartia de la següent manera: un 10,2% tenia menys de 18 anys, un 3,4% entre 18 i 24, un 15,3% entre 25 i 44, un 45,2% de 45 a 60 i un 26% 65 anys o més.
L'edat mediana era de 54 anys. Per cada 100 dones de 18 o més anys hi havia 93,9 homes.
La renda mediana per habitatge era de 38.125 $ i la renda mediana per família de 38.906 $. Els homes tenien una renda mediana de 25.781 $ mentre que les dones 8.750 $. La renda per capita de la població era de 18.985 $. Entorn del 10,8% de les famílies i el 16,7% de la població estaven per davall del llindar de pobresa.

## Poblacions més properes
El següent diagrama mostra les poblacions més properes.